# Герма Планк-Сабо
Герма Планк-Сабо  (нім. Herma Planck-Szabo, 22 лютого 1902 — 7 травня 1986) — австрійська фігуристка, олімпійська чемпіонка.

## Біографія
Сабо народилася у Відні в родині фігуристів і була долучена до цього спорту в ранньому віці. Її мати Крістіна фон Сабо виступала в парному катанні. Брат Христини, Едуард Енгельманн молодший, виграв три чемпіонати Європи та побудував першу штучну ковзанку. Херма і тренувалася на цій ковзанці.
Сабо виграла зимові Олімпійські ігри 1924 року в жіночому одиночному катанні. Також вона вигравала п'ять разів поспіль чемпіонати світу, з 1922 по 1926 роки. У 1927 році вона була переможена молодою норвезькою фігуристкою Сонею Гені, але той результат викликав багато суперечок. Справа в тому, що суддівська бригада складалася з трьох норвежців, німця і австрійця. Три норвезьких судді поставили на перше місце Гені, а німецький і австрійський судді — Сабо.
Херма Сабо виступала також в парному катанні з Людвігом Вреде. Вони вигравали чемпіонат світу двічі, в 1925 і 1927 році, а в 1926 році ставали третіми.
Перед Олімпійськими іграми 1928 року Херма пішла з любительського спорту, хоча Вреде продовжив кататися з іншою партнеркою і став бронзовим призером тієї Олімпіади.
У чемпіонатах Європи Сабо не брала участь, тому що до 1930 року вони серед жінок і пар не проводилися.
У 1982 році її ім'я було внесено до Зали слави світового фігурного катання.
Померла у віці 84 років в Роттенмане, Австрія.

## Виступи на Олімпіадах
| Олімпіада   | Дисципліна       | Місце |
| ----------- | ---------------- | ----- |
| Шамоні 1924 | одиночний розряд | 1     |